# Колюшки (гмина)
Колюшки (пол. Koluszki) — городско-сельская гмина (волость) в Польше, входит как административная единица в Восточно-Лодзинский повет, Лодзинское воеводство. Население — 23 044 человека (на 2004 год).

## Соседние гмины
1. Гмина Андресполь
2. Гмина Бжезины
3. Гмина Бруйце
4. Гмина Будзишевице
5. Гмина Ежув
6. Гмина Желехлинек
7. Гмина Рогув
8. Гмина Рокицины